# Vinthunden
Vinthunden är en roman av Gertrud Hellbrand, utkommen 2004 på Wahlström & Widstrand. 

## Handling
Vinthunden är en prosalyrisk gestaltning av ett tillstånd: det att bli och att vara kvinna. Det handlar om den desperata jakten efter en fristad, ett sätt att existera bortom sitt kön. Från berättelsens nu återskapar hjältinnan sina trauman och texten formar sig till en gestaltande undersökning av olika strategier för att förstå sin kropp, kvinnlighetens villkor, mannens kroppsliga övertag. Det är en förtvivlad studie och en gruvlig hämnd. En sorgesång över barnet i den könlösa och okomplicerade kroppen som tvingas att bli sitt kön, att bli kvinna.